# Processo alle streghe di North Berwick

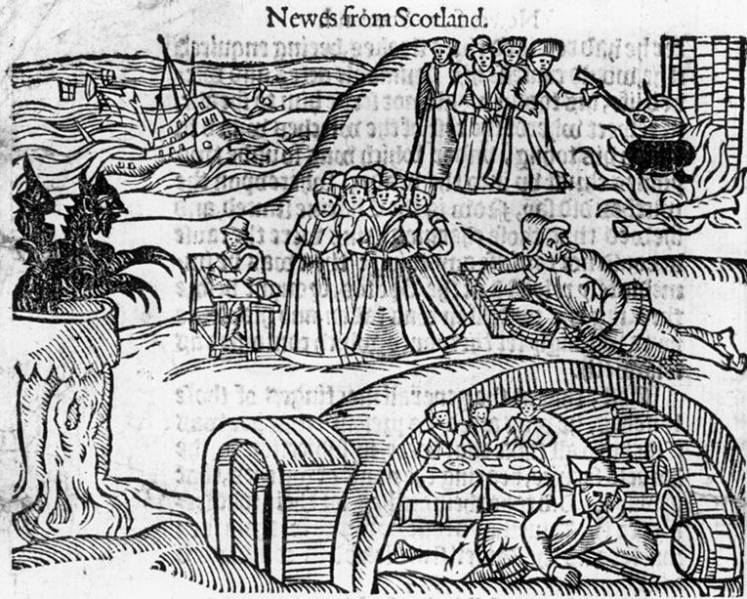
Le streghe di North Berwick incontrano il diavolo in un'incisione del 1591

Per processo alle streghe di North Berwick si intende una serie di processi per stregoneria svoltisi in Scozia tra il 1590 e il 1591, durante i quali oltre settanta tra uomini e donne furono implicati e sei di loro vennero condannati a morte. Il caso ebbe una grande risonanza in quanto il primo processo di massa per stregoneria in Scozia e per il coinvolgimento delle case reali di Danimarca e Scozia.
La prima ondata di processi ebbe luogo tra il novembre 1590 e il dicembre 1591 ed ebbero inizio quando quattro persone furono arrestate con l'accusa di aver usato la magia per scatenare una tempesta nel tentativo di far affondare e uccidere Giacomo VI e la moglie Anna durante il loro viaggio di ritorno dalla Danimarca.  L'accusa di stregoneria fu aggravata dal sospetto che i quattro presunti maghi facessero parte di una congiura ai danni del re di Scozia ordita da una fazione a lui rivale guidata dal pretendente al trono Francis Stewart, V conte di Bothwell.
Per quanto Giacomo fosse inizialmente scettico riguardo alle accuse, nate probabilmente dalla faida tra Bothwell e il cancelliere Lord John Maitland di Thirlestane, il re scozzese si ricredette quando il processo si trasformò in una caccia alle streghe che portò alla sbarra dozzine di uomini e donne accusati di stregoneria e tradimento. Il re in persona e membri del consiglio privato presero parte ai processi, interrogando testimoni, sovrintendendo all'uso della tortura e operando in veste di giudici. Sei persone furono condannate a morte e giustiziate.

## Storia

### Gli antefatti
Nel 1589 il re di Scozia e futuro monarca d'Inghilterra Giacomo I sposò per procura Anna di Danimarca, figlia minore di Federico II; poco dopo le nozze, Anna si imbarcò per raggiungere lo sposo in Scozia, ma la traversata fu interrotta da una violenta tempesta che costrinse la nave reale ad approdare temporaneamente in Norvegia. Giacomo decise quindi di raggiungere la moglie per partecipare alle nozze di persona e salpò da Leith per incontrare la sposa. Giacomo ed Anna si sposarono ad Oslo il 23 novembre e la coppia tornò in Scozia il 1º maggio dell'anno successivo, dopo due tappe ad Elsinore e Copenhagen.
Peder Munk, l'ammiraglio della flotta danese che accompagnava Anna, imputò la tempesta all'uso della magia nera, accusando nello specifico la moglie di un ufficiale che aveva insultato a Copenhagen. Una violenta caccia alle streghe scoppiò quindi in Danimarca e una delle prime vittime, Anna Koldings, confessò sotto tortura i nomi di cinque donne che l'avrebbero aiutata con il maleficio; tutte e sei le donne confessarono di aver causato la tempesta ai danni della principessa danese mandando il diavolo ad arrampicarsi sulla chiglia della nave. Nel settembre 1590 due donne, tra cui la Koldings, furono bruciate vive per stregoneria al Castello di Kronborg e dopo aver sentito la notizia Giacomo decise di prendere provvedimenti simili anche in Scozia.

### La prima strega: il caso di Gillis Duncan
Nell'autunno 1590 la caccia alle streghe scoppiò in Scozia e cominciò in breve a mietere la prime vittime. Una delle prime fu Gillis Duncan (o Geillis Duncan), una serva al servizio di un certo di David Seaton di Tranent. La donna, che avrebbe cominciato a manifestare misteriosi poteri taumaturgici,(attuazione di miracoli), fu scoperta dal datore di lavoro mentre usciva di casa di notte per delle passeggiate notturne. Ritenendolo un atteggiamento colpevole, Seaton prese in ostaggio la Duncan, la spogliò, la rasò e la torturò per estorcerle una confessione. L'aguzzino amatoriale rinvenne sul corpo della donna il cosiddetto stigma diaboli, considerato una prova manifesta di aver avuto rapporti con il diavolo. Seaton consegnò allora la Duncan alle autorità e la donna fu rinchiusa in prigione, dove fu torturata nuovamente e duramente nell'arco di tre o quattro mesi.
Nelle mani dei suoi carnefici, la Duncan confessò di essere una delle streghe che si radunavano nel cimitero di North Berwick per incontrare il diavolo e scatenare malefici. Sempre sotto tortura, la donna confessò numerosi nomi di presunti colpevoli, sia uomini che donne, Nell'autunno 1590 la caccia alle streghe scoppiò in Scozia e cominciò in breve a mietere la prime vittime. Molte delle persone coinvolte dalla Duncan era amici o parenti, il che rafforzò il sospetto che potessero essere tutti coinvolti insieme nei loro riti satanici. La confessione salvò la vita della Duncan, ma molte delle persone da lei accusate furono portate a processo e torturate. Il numero delle vittime dei processi tenutisi nell'inverno del 1590 è imprecisato, ma almeno un centinaio di persone furono indagate e le esecuzioni di almeno sei di loro sono storicamente attestate. Tra loro anche tre delle figure di maggior rilievo nei processi di North Berwick: Agnes Sampson, Euphame MacCalzean e il dottor Fian.

### Gli arresti e le condanne

#### Il caso Agnes Sampson

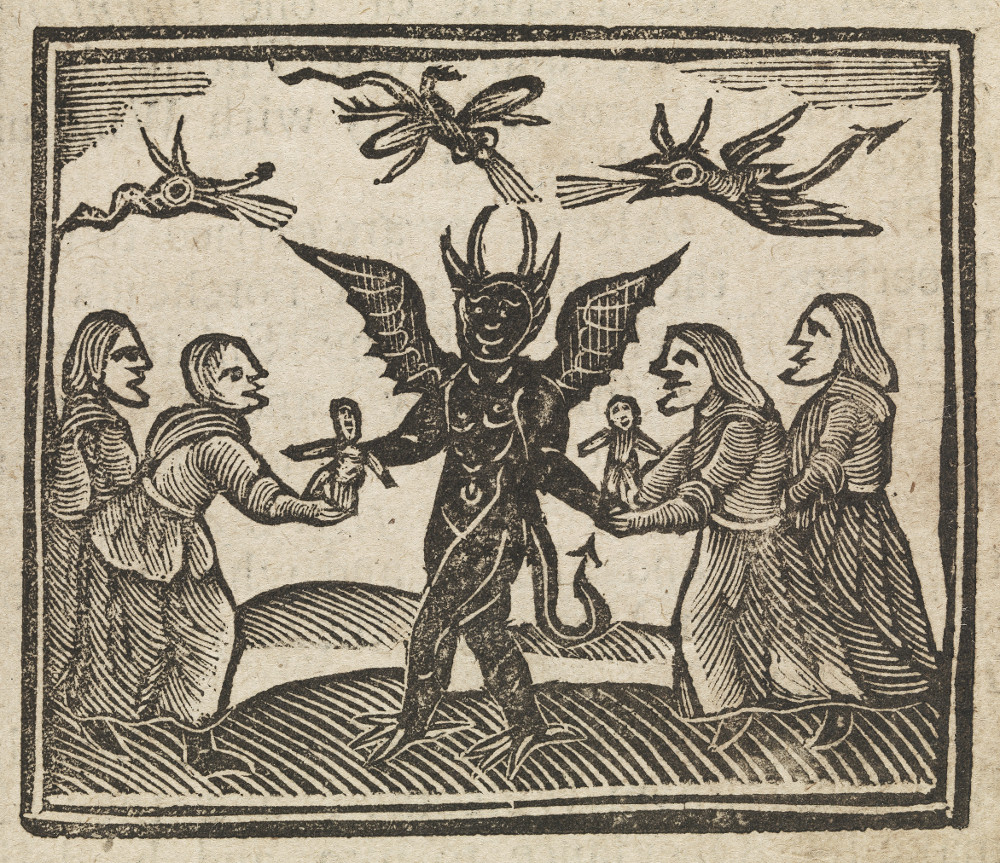
Agnes Sampson con delle streghe e il diavolo in un'incisione del 1591

I nomi estorti dalla Duncan sotto tortura furono presi molto seriamente dai loro accusatori, che procedettero immediatamente con l'arresto di alcuni di loro. Agnes Sampson, un'anziana levatrice di Keith, fu condotta davanti allo stesso re Giacomo a Holyrood Palace, dove però la donna non si lasciò intimorire dal rango dei suoi accusatori e negò qualunque coinvolgimento nella tempesta. La Sampson fu allora portata in carcere, rasata, depilata e torturata brutalmente per quasi un'ora, durante la quale non ammise nulla. L'esame fisico però portò alla scoperta di un presunto marchio del diavolo sui genitali della donna, che allora cominciò a confessare, rispondendo affermativamente ad ogni domanda dei suoi torturatori e confermando la colpevolezza dei nomi fatti dalla Duncan.
Agnes confessò anche altri crimini, tra cui di aver causato il naufragio che nel 1589 uccise Jane (o Janet o Jean) Kennedy, dama di compagnia di Maria di Scozia; la presunta strega avrebbe scatenato contro la sua nave un nubifragio gettando in mare a Leith un gatto morto sulla cui carcassa sarebbero stati cuciti pezzi del cadavere di un uomo. Agnes avrebbe poi cercato di far naufragare il re di ritorno dalle nozze con lo stesso incantesimo e, secondo l'ambasciatore Robert Bowes, nel dicembre 1590 la donna avrebbe confessato anche di aver cercato di procurarsi oggetti personali e vestiti del re per rafforzare l'incantesimo. Il 27 gennaio dell'anno successivo Agnes confessò inoltre che i suoi legami con il diavolo erano cominciati tempo prima, quando il demonio, nelle vesti di un uomo nero o di un cane, si sarebbe offerto di badare a lei e ai suoi bambini dopo che la donna era rimasta vedova. La Sampson avrebbe partecipato anche a un sabba con le streghe di North Berwick insieme al genero, oltre ad aver profanato tombe, raccolto e macinato ossa per creare farmaci per alleviare i dolori del parto.
Dopo le sue numerose confessioni, Agnes fu riportata davanti a Giacomo e ripeté tutto per il monarca. Le confessioni, che tradivano poteri sovrannaturali poco credibili, non convinsero del tutto Giacomo, finché Agnes non ripeté a Giacomo quanto il sovrano avrebbe detto alla moglie durante la loro prima notte di nozze a Oslo. Quest'ultima confessione sbalordì Giacomo e cancellò ogni dubbio, dato che il re era sicuro che nessun cortigiano avrebbe potuto origliare e riferire le parole scambiate con la moglie in quella circostanza così privata. Il 27 gennaio 1591 la donna fu formalmente condannata e confessò ciascuna delle cinquantatré imputazioni. Il giorno seguente Agnes fu condotta a Castlehill, dove fu garrottata e poi il suo corpo dato alle fiamme.

#### Il caso Euphame MacCalzean

Donne accusate di stregoneria inginocchiate davanti a Giacomo VI in un'incisione del Daemonologie (1597)

Figlia del giudice Thomas McCalzean, Euphame MacCalzean (o Ewphame Mecalrean) era sposata con un certo Patrick Moscrop o Moscrope, da cui ebbe almeno cinque figli. Il suo nome fu fatto da Geillis Duncan sotto tortura e la donna fu arrestata e accusata di stregoneria insieme ad Agnes Sampson. La MacCalzean era inoltre nuora dell'avvocato John Moscrop, che era anche il suocero di David Seaton, il datore di lavoro della Duncan. Euphame fu accusata di aver usato la magia nera contro diversi dei propri parenti maschi, tra cui il suocero e lo stesso Seaton, per la cui rovina avrebbe pregato il diavolo insieme a un sabba di streghe. Avrebbe inoltre tentato di uccidere anche il marito (cognato di Seaton), un nipote e la cugina Lilias. È degno di nota il fatto che Euphame fosse una figlia illegittima e che la donna, con la sua mera esistenza, impediva al padre di Lilias, Henry MacCalzean, di ereditare un'enorme somma; se la donna fosse stata accusata e condannata di stregoneria (come accadde), Henry sarebbe stato l'erede della fortuna tanto ambita.
Il suo caso fu inoltre notevole perché per la prima volta fu concesso a una donna di testimoniare durante un processo per stregoneria; il suo caso fu usato poi come precedente durante il processo di Issobell Young nel 1629. Euphame fu condannata al rogo e bruciata viva a Edimburgo il 25 giugno 1591: la pena fu particolarmente severa anche per gli standard dell'epoca, dato che solitamente veniva concessa la grazia dello strangolamento prima che il fuoco venisse appiccato, una grazia che però fu negata alla MacCalzean. Euphame fu bruciata perché probabilmente il suo caso non riguardava soltanto la stregoneria, ma nella sua circostanza era particolarmente forte il sospetto di tradimento. Al contrario del caso di Agnes infatti, Euphame era stata particolarmente coinvolta nell'incantesimo praticato per far affondare non solo la regina, ma anche il re. Fu assolta dall'accusa di alto tradimento, anche se fu condannata per il presunto omicidio del nipote diciassettenne del marito, che lei avrebbe ucciso sempre tramite l'uso della magia nera. La severità della condanna fu parzialmente mitigata dopo la morte della donna e nel 1592 parte del denaro e delle terre confiscate furono restituite agli eredi di Euphame.

### Il caso John Fian

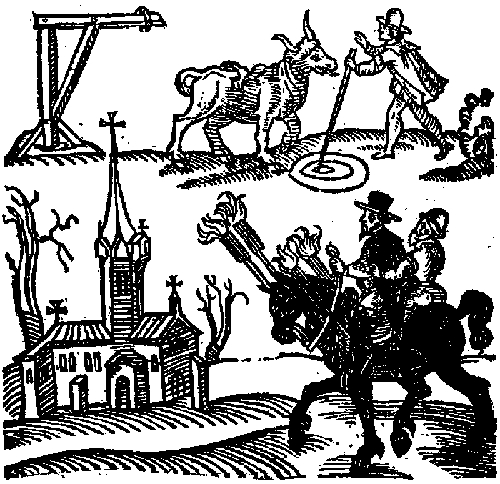
L'episodio di John Fian e della mucca nel Daemonologie di re Giacomo (1597)

Coinvolto nelle accuse della Duncan vi fu anche il dottor John Fian, un maestro di scuola di Prestonpans. Fian confessò di aver stregato un uomo e di avergli causato degli attacchi di pazzia con cadenza giornaliera e pare che diede prova di possedere tali capacità sovrannaturali davanti allo stesso re Giacomo. Fian fu condotto davanti al re la vigilia di Natale del 1590 e stregò un uomo, che cominciò a contorcersi, avere convulsioni e fare salti alti fino al soffitto. Allo scadere dell'ora l'uomo fu liberato dal sortilegio senza conservare alcuna memoria dell'accaduto. Durante il processo confessò di aver stipulato un patto con Satana, poi rescisso dallo stesso Fian per tornare a condurre una vita cristiana. La mattina dopo confessò di aver ricevuto la visita del diavolo durante la notte, che gli avrebbe richiesto di mantenere la parola data con il primo giuramento fattogli.
A Fian furono attribuite una serie di vicende misteriose volte a rafforzare l'idea dei suoi presunti poteri magici. Una storia, chiaramente ispirata alle Metamorfosi di Apuleio, racconta che Fian avrebbe tentato di sedurre una giovane chiedendo al fratello della stessa di procuragli una ciocca dei peli pubici della fanciulla; la madre però avrebbe scoperto l'accaduto e ordinato al figlio di consegnare a Fian una ciocca di peli di mucca. Il risultato del sortilegio fu quindi un fallimento e la mucca, invece della giovane, si invaghì del maestro di scuola e lo inseguì per tutto il villaggio per accoppiarsi con lui. Successivamente, Fian fu esaminato dallo stesso Giacomo, ma poi riuscì a procurarsi una chiave ed evadere dal carcere, anche se fu successivamente ricatturato e torturato ferocemente. Al dottor Fian furono stappate le unghie e spilli roventi furono conficcati al loro posto, oltre ad essere stato sottoposto allo schiacciapollici e allo stivaletto. Il 27 gennaio 1591 John Fian fu portato ad Edimburgo, strangolato e il suo corpo dato alle fiamme.